# Meriania broccha
Meriania broccha är en tvåhjärtbladig växtart som beskrevs av John Julius Wurdack. Meriania broccha ingår i släktet Meriania och familjen Melastomataceae.
Artens utbredningsområde är Venezuela. Inga underarter finns listade i Catalogue of Life.